# Coilochilideae
Tribu
Classification phylogénétique
La tribu des Coilochilideae ou sous-tribu des Coilochilidinae (renommée en  2003) était une tribu de la sous-famille des Epidendroideae, famille des Orchidaceae selon la classification APG II. Cependant, le genre Coilochilus est classé dorénavant dans la sous-famille des Orchidoideae, la tribu des Diurideae et la sous-tribu des Cryptostylidinae d'après la classification APG III actuellement en vigueur.
Cette tribu regroupait les espèces d'Orchidées du genre Coilochilus ayant pour espèce type (une seule espèce pour l'instant) Coilochilus neocaledonicum qui est une espèce endémique de Nouvelle-Calédonie.
Le nom de cette tribu ayant été défini en 2002 puis considéré comme une sous-tribu à partir de 2003, Coilochilideae correspond donc au basionyme de la sous-tribu des Coilochilidinae et n'est plus considéré comme valide en taxinomie végétale.